# Carlos Scolari
Carlos Scolari (Rosario, Argentina; 24 de marzo de 1953) es un exfutbolista Argentino, desempeñó como mediocampista.

## Trayectoria
Era un volante creativo de muy buena visión y de potente pegada. Tenía una tendencia a subir de peso. 
Se inició en el Club Atlético Newell's Old Boys. Luego emigró al futbol del Perú, donde jugó en diversos equipos como el Club Juan Aurich,siendo un jugador muy importante en ese equipo, y asimismo también en el Sport Boys Association.Luego continuo en el Club Deportivo Coronel Bolognesi. Después jugó por el Everton de Viña del Mar de Chile y el Once Caldas de Colombia. Para regresar nuevamente a Perú y jugar por la Academia Deportiva Cantolao disputando la etapa nacional de la Copa Perú en 1982 donde llegó a ser DT. interino.Finalmente se retiró en el Club Atlético Chalaco del Callao.

## Clubes
| Club                             | País      | Temporada |
| -------------------------------- | --------- | --------- |
| Club Atlético Newell's Old Boys  | Argentina | 1973-1974 |
| Club Juan Aurich                 | Perú      | 1975      |
| Sport Boys Association           | Perú      | 1976-1977 |
| Club Deportivo Coronel Bolognesi | Perú      | 1978      |
| Everton de Viña del Mar          | Chile     | 1979      |
| Once Caldas                      | Colombia  | 1980      |
| Academia Deportiva Cantolao      | Perú      | 1981-1982 |
| Club Atlético Chalaco            | Perú      | 1983      |